# Хохлатка Городкова
Хохлатка Городкова (лат. Corydalis gorodkovii) — вид травянистых растений рода Хохлатка (Corydalis) подсемейства Дымянковые (Fumarioideae) семейства Маковые (Papaveraceae).
Вид назван в честь российского и советского геоботаника Бориса Николаевича Городкова.

## Ареал
Эндемик России: Республика Саха (Якутия), Магаданская область. Произрастает на мелкощебнистых аргилитовых и сланцевых осыпях южной экспозиции; 600—1800 (2080) м над уровнем моря.

## Ботаническое описание
Травянистый клубневой многолетник, эфемероид, (15) 20—30 (36) см высотой. Клубень продолговатый, жёлтый, 1,5—3 см длиной, 1—2 см в диаметре, залегает на глубине 5—15 см. Стебель в основании окружен сближенными мелкими чешуевидными листьями, в пазухах которых развиваются почки возобновления, в нижней части стебля (1) 2 крупных чешуевидных листа, в средней части 2—3 ассимилирующих. Листовая пластинка в очертании округлая или яйцевидная, с тремя сближенными, почти сидячими сегментами; сегменты глубоко разделены на лопастные доли с округлой верхушкой и едва заметным остроконечием.
Соцветие — рыхлая кисть. Прицветники травянистые, цельные, яйцевидные или широкояйцевидные, 2—8 мм длиной, 1—5 мм шириной. Цветоножки 7—25 мм длиной. На распустившихся цветках чашелистики отсутствуют. Венчики серно-жёлтые, редко сине-лиловые (var. coerulea Mikhailova), 14—23 (28) мм длиной, в месте прикрепления цветоножки 3—6 мм шириной. Шпорец широкий, прямой, сужен к концу, иногда слегка загнут, 8—14 мм длиной. Нектарник не доходит до конца шпорца на 4-6 мм. Нижний лепесток с горбинкой. Наружные лепестки на верхушках гладкие, с ровным округлым отгибом. Рыльце в очертании округлое, с простыми краевыми папиллами. Коробочки линейные, 14—21 мм длиной, 3—3,5 мм шириной. Столбик 1,5—2 мм длиной. Семена неправильно округлые, черные, блестящие, 2 мм в диаметре, с маленькой карункулой.